# Hopkinton (Massachusetts)
Hopkinton is een plaats (town) in de staat Massachusetts in de Verenigde Staten van Amerika, ongeveer 40 km ten westen van Boston. Het ligt aan de bron van de rivier de Charles. Bij de volkstelling van 2000 had Hopkinton 13.346 inwoners.
Hopkinton werd gesticht in 1715.
De plaats is bekend door de start van de Boston Marathon, die er ieder jaar op Patriot's Day plaatsvindt, en omdat het hoofdkantoor van het computerconcern EMC Corporation, nu een divisie van Dell Technologies, er gevestigd is.